# Марянка (Томашовський повіт)
Марянка (пол. Marianka) — село в Польщі, у гміні Любохня Томашовського повіту Лодзинського воєводства.
Населення — 161 особа (2011).
У 1975-1998 роках село належало до Пйотрковського воєводства.

## Демографія
Демографічна структура станом на 31 березня 2011 року:
|          | Загалом | Допрацездатний вік | Працездатний вік | Постпрацездатний вік |
| -------- | ------- | ------------------ | ---------------- | -------------------- |
| Чоловіки | 86      | 26                 | 52               | 8                    |
| Жінки    | 75      | 17                 | 43               | 15                   |
| Разом    | 161     | 43                 | 95               | 23                   |